# Trem
Um trem (português brasileiro) ou comboio (português europeu) (do francês antigo trahiner, do latim trahere, "puxar") é uma série de veículos conectados que circulam ao longo de uma ferrovia e transportam pessoas ou mercadorias. Os trens são normalmente puxados ou empurrados por locomotivas, embora alguns sejam autopropelidos, como unidades múltiplas ou vagões. Os passageiros e as cargas são transportados em vagões ferroviários. Os trens são projetados para uma determinada bitola ou distância entre os trilhos. A maioria dos trens opera em trilhos de aço com rodas de aço, cujo baixo atrito os torna mais eficientes do que outras formas de transporte.
Os trens têm suas raízes nos vagões que usavam trilhos e eram movidos por cavalos ou puxados por cabos. Após a invenção da locomotiva a vapor no Reino Unido em 1802, os comboios espalharam-se rapidamente por todo o mundo, permitindo que mercadorias e passageiros se deslocassem por terra de forma mais rápida e barata do que nunca. O metrô e os bondes foram construídos pela primeira vez no final de 1800 para transportar um grande número de pessoas dentro e ao redor das cidades. A partir da década de 1920 e acelerando após a Segunda Guerra Mundial, as locomotivas a diesel e elétricas substituíram o vapor como meio de força motriz. Após o desenvolvimento de carros, caminhões e extensas redes de rodovias que ofereciam maior mobilidade, bem como aviões mais rápidos, os trens diminuíram em importância e participação de mercado e muitas linhas ferroviárias foram abandonadas. A disseminação dos ônibus também levou ao fechamento de muitos sistemas de metrô e de bonde durante esse período.
Desde a década de 1970, governos, ambientalistas e defensores dos trens têm promovido o aumento da sua utilização devido à sua maior eficiência de combustível e menores emissões de gases do efeito estufa em comparação com outros modos de transporte terrestre. A ferrovia de alta velocidade, construída pela primeira vez na década de 1960, provou ser competitiva com carros e aviões em distâncias curtas e médias. O transporte ferroviário suburbano cresceu em importância desde a década de 1970 como uma alternativa às rodovias congestionadas e um meio de promover o desenvolvimento, assim como o veículo leve sobre trilhos no século XXI. Os trens de carga continuam a ser importantes para o transporte de mercadorias a granel, como carvão e cereais, além de serem um meio de reduzir o congestionamento do tráfego rodoviário causado por caminhões de carga.
Embora os trens convencionais operem em ferrovias relativamente planas com dois trilhos, existem vários trens especializados que são significativamente diferentes em seu modo de operação. Os monotrilhos operam em um único trilho, enquanto os funiculares e os trilhos de cremalheira são projetados exclusivamente para atravessar encostas íngremes. Trens experimentais, como maglevs de alta velocidade, que usam levitação magnética para flutuar acima de uma ferrovia, estão em desenvolvimento na década de 2020 e oferecem velocidades mais altas até mesmo do que os trens convencionais mais rápidos. Os trens que utilizam combustíveis alternativos, como o gás natural e o hidrogênio, são outro desenvolvimento do século XXI.

## História

### Primórdios

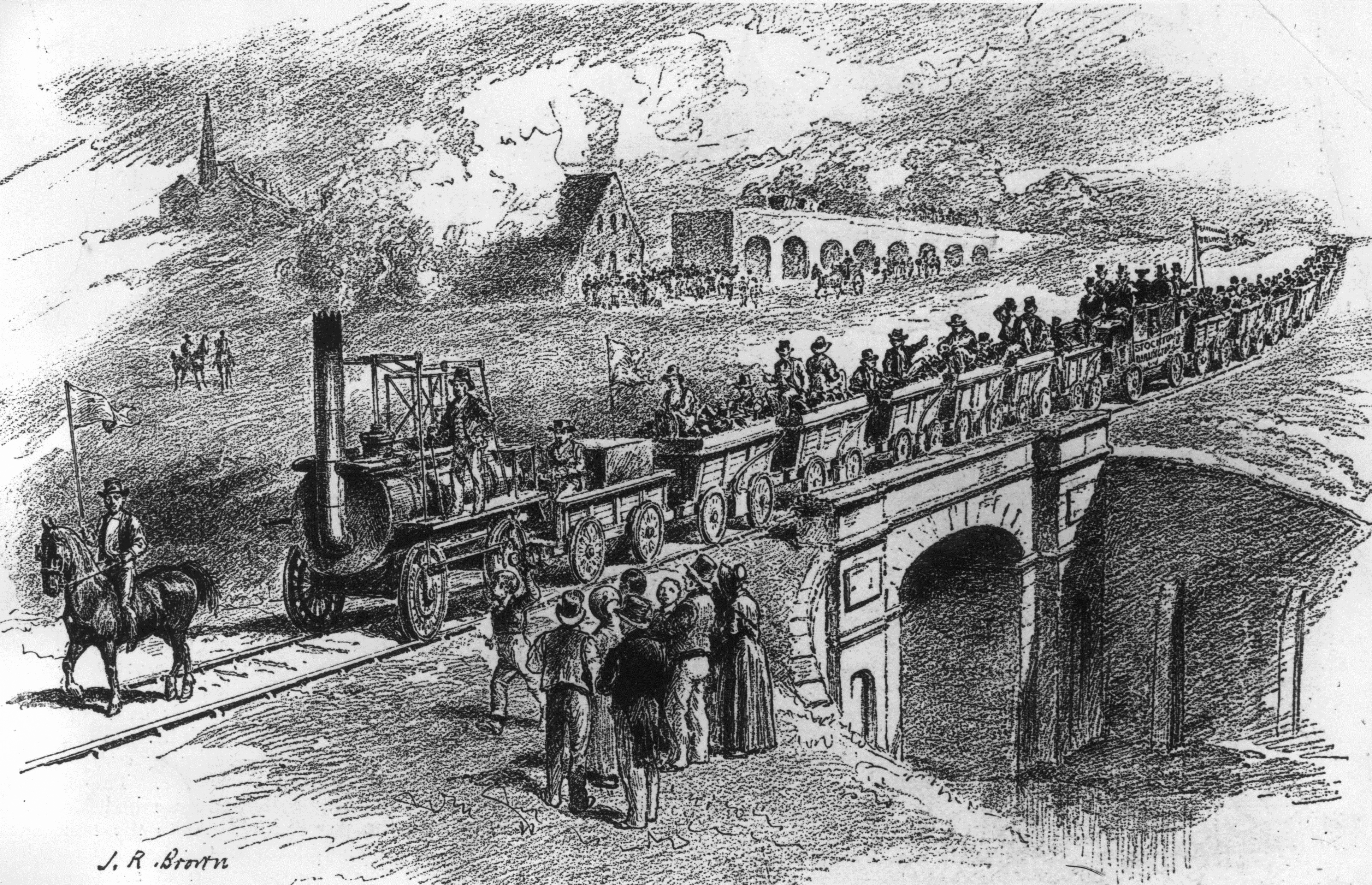
Trem inaugural especial de Stockton e Darlington, 1825: seis vagões de carvão, carruagem dos diretores e depois pessoas em vagões

Os trens são uma evolução dos vagões com rodas que circulam em vagões de pedra, os primeiros dos quais foram construídos pela Babilônia por volta de 2.200 aC. A partir de 1500, foram introduzidos vagões para transportar material das minas; a partir da década de 1790, foram introduzidos trilhos de ferro mais resistentes. Após os primeiros desenvolvimentos na segunda metade de 1700, em 1804, uma locomotiva a vapor construída pelo inventor britânico Richard Trevithick alimentou o primeiro trem a vapor. Fora das minas de carvão, onde o combustível estava prontamente disponível, as locomotivas a vapor permaneceram inexploradas até a inauguração da Ferrovia Stockton e Darlington em 1825. O engenheiro britânico George Stephenson operou uma locomotiva a vapor chamada Locomotion No. 1 nesta longa linha de 40 quilômetros, transportando mais de 400 passageiros a até 13 quilômetros por hora. O sucesso desta locomotiva e do foguete de Stephenson em 1829 convenceram muitos do valor das locomotivas a vapor e, em uma década, a bolha do mercado de ações conhecida como "Railway Mania" começou em todo o Reino Unido.
As notícias do sucesso das locomotivas a vapor chegaram rapidamente aos Estados Unidos, onde a primeira ferrovia a vapor foi inaugurada em 1829. Os pioneiros das ferrovias americanas logo começaram a fabricar suas próprias locomotivas, projetadas para lidar com as curvas mais acentuadas e os trilhos mais acidentados típicos das ferrovias do país.

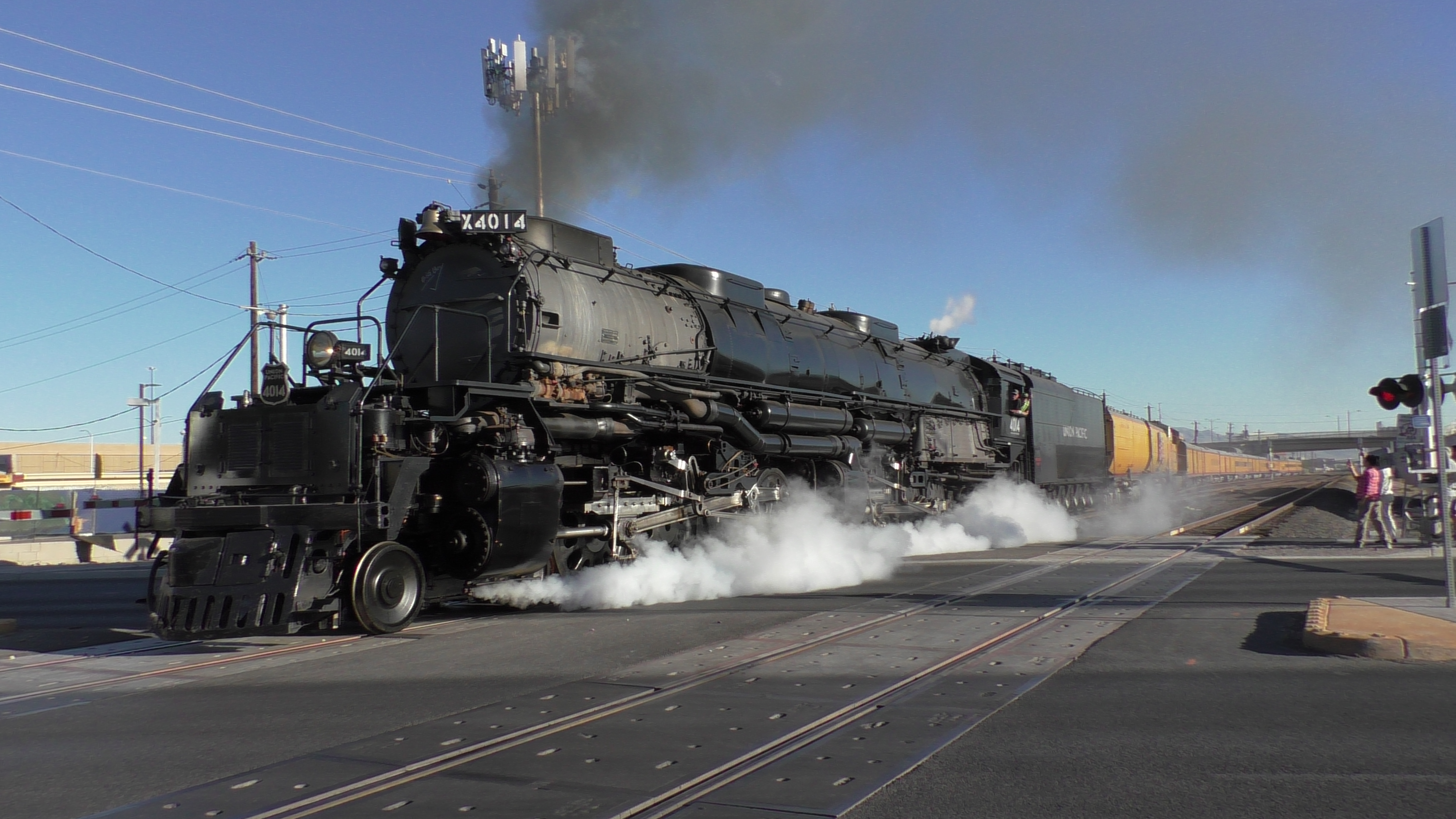
As locomotivas Union Pacific Big Boy representavam o auge da tecnologia e potência das locomotivas a vapor.

As outras nações da Europa também perceberam o desenvolvimento das ferrovias britânicas e a maioria dos países do continente construíram e abriram suas primeiras ferrovias nas décadas de 1830 e 1840, após a primeira viagem de um trem a vapor na França no final de 1829. Na década de 1850, os trens continuaram a se expandir por toda a Europa, com muitos influenciados ou adquiridos por projetos de locomotivas americanas. Outros países europeus prosseguiram os seus próprios desígnios. Em todo o mundo, as locomotivas a vapor tornaram-se maiores e mais potentes ao longo do resto do século, à medida que a tecnologia avançava.
Os trens entraram em serviço pela primeira vez na América do Sul, África e Ásia através da construção pelas potências imperiais, que a partir da década de 1840 construíram ferrovias para solidificar o controle de suas colônias e transportar cargas para exportação. No Japão, que nunca foi colonizado, as ferrovias chegaram pela primeira vez no início da década de 1870. Em 1900, as ferrovias operavam em todos os continentes, exceto na desabitada Antártica.

### Novas tecnologias

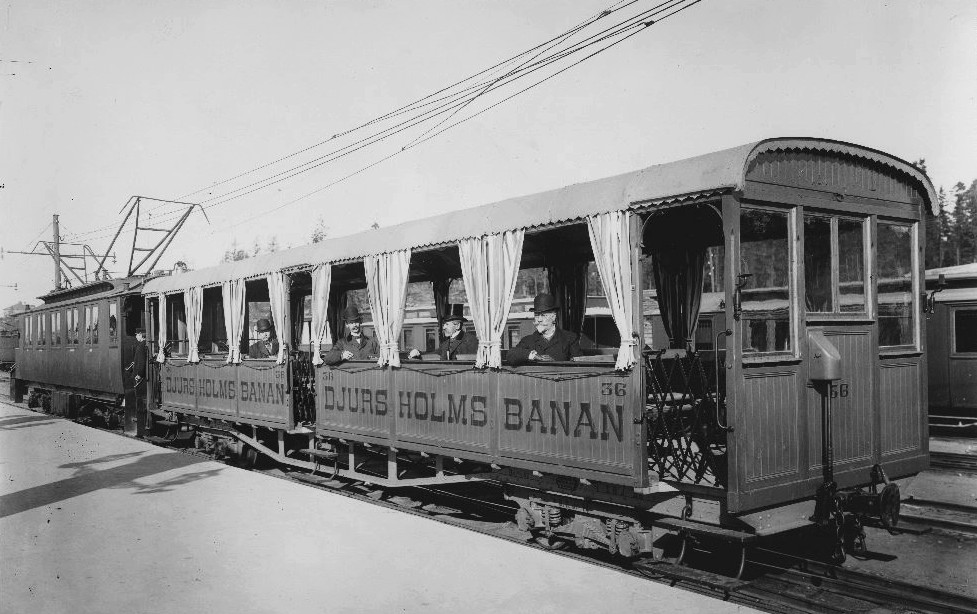
Trem elétrico em Djursholmsbanan, em Estocolmo, na década de 1890.

Mesmo com a melhoria da tecnologia das locomotivas a vapor, os inventores na Alemanha começaram a trabalhar em métodos alternativos para alimentar os trens. Werner von Siemens construiu o primeiro trem movido a eletricidade em 1879 e foi pioneiro nos bondes elétricos. Outro inventor alemão, Rudolf Diesel, construiu o primeiro motor diesel na década de 1890, embora o potencial de sua invenção para trens de força só tenha sido percebido décadas depois. Entre 1897 e 1903, testes de locomotivas elétricas experimentais na Ferrovia Militar Real da Prússia, na Alemanha, demonstraram que eram viáveis, estabelecendo recordes de velocidade superiores a 160 quilômetros por hora.

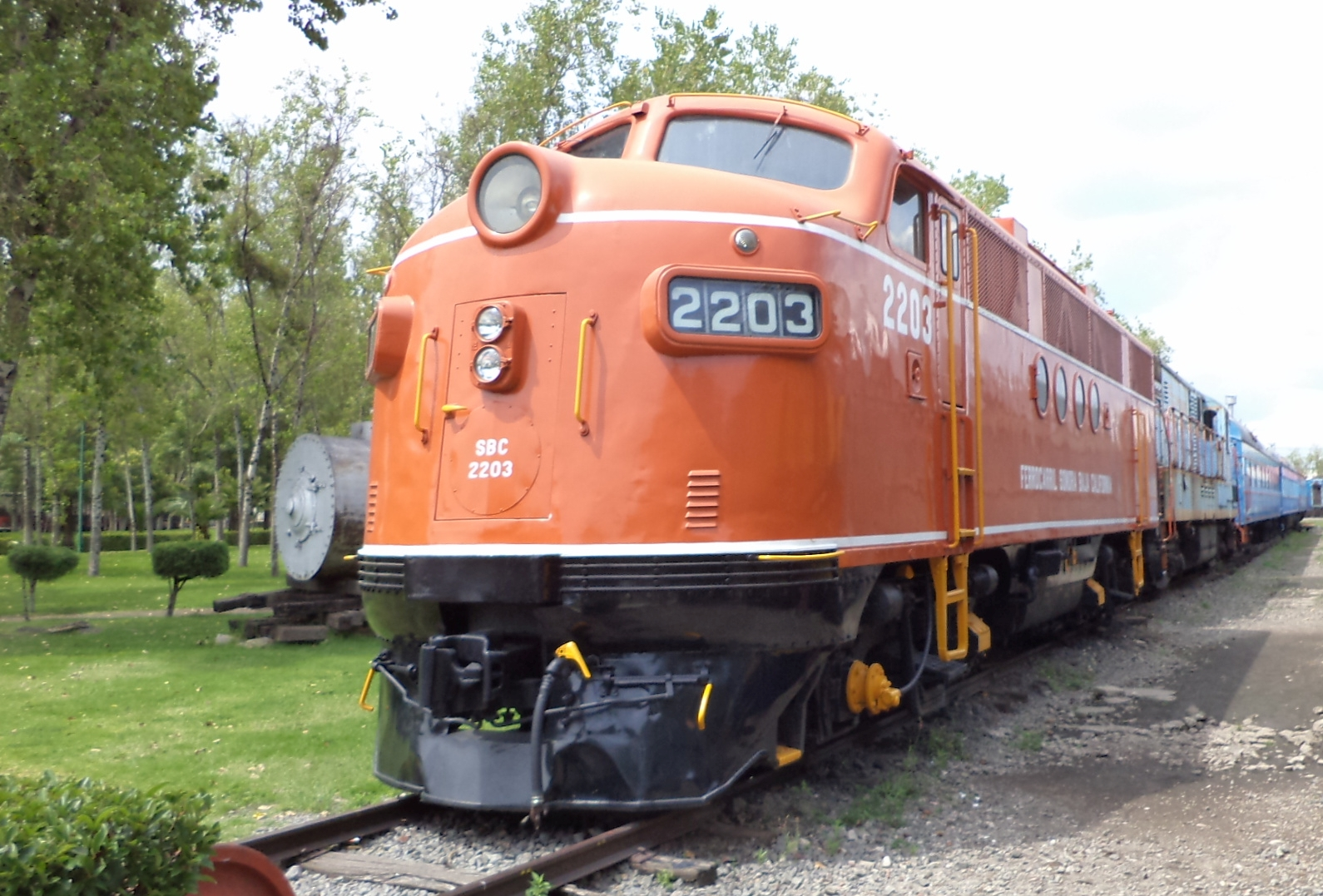
O EMD FT preparou o terreno para que as locomotivas a diesel substituíssem o vapor.

Os primeiros vagões autopropelidos movidos a gás entraram em serviço nas ferrovias na primeira década do século XX. As experiências com motores a diesel e gás continuaram a se desenvolver. Essas locomotivas a diesel bem-sucedidas mostraram que a energia diesel era superior à do vapor, devido aos custos mais baixos, facilidade de manutenção e maior confiabilidade. Entretanto, a Itália desenvolveu uma extensa rede de trens elétricos durante as primeiras décadas do século XX, impulsionada pela falta de reservas significativas de carvão naquele país.

### Dieselização e aumento da concorrência
A Segunda Guerra Mundial trouxe grande destruição às ferrovias existentes na Europa, Ásia e África. Após o fim da guerra em 1945, as nações que sofreram grandes danos às suas redes ferroviárias aproveitaram a oportunidade oferecida pelos fundos do Plano Marshall (ou pela assistência económica da União Soviética e do Comecon, para as nações atrás da Cortina de Ferro) e pelos avanços tecnológicos para converter os seus trens a diesel ou energia elétrica. França, Rússia, Suíça e Japão foram líderes na adoção generalizada de ferrovias eletrificadas, enquanto outras nações se concentraram principalmente na dieselização. Em 1980, a maioria das locomotivas a vapor do mundo tinha sido aposentada, embora continuassem a ser usadas em partes da África e da Ásia, juntamente com alguns redutos na Europa e na América do Sul. A China foi o último país a dieselizar totalmente, devido às suas abundantes reservas de carvão; locomotivas a vapor foram usadas para transportar trens da linha principal até 2005 na Mongólia Interior.
Os trens começaram a enfrentar forte concorrência de automóveis e caminhões de carga na década de 1930, que se intensificou bastante após a Segunda Guerra Mundial, quando o transporte aéreo também se tornou um concorrente significativo dos trens de passageiros. Grandes volumes de tráfego foram transferidos para estas novas formas de transporte, resultando num declínio generalizado do serviço ferroviário, tanto de carga como de passageiros. Um novo desenvolvimento na década de 1960 foi o trem de alta velocidade, que funciona com direitos de passagem dedicados e viaja a velocidades de mais de 240 quilômetros por hora. O primeiro serviço ferroviário de alta velocidade foi o japonês Shinkansen, que entrou em serviço em 1964. Nas décadas seguintes, foram desenvolvidas redes ferroviárias de alta velocidade em grande parte da Europa e da Ásia Oriental, proporcionando serviços rápidos e fiáveis, competitivos com automóveis e aviões. O primeiro trem de alta velocidade nas Américas foi o Acela da Amtrak nos Estados Unidos, que entrou em serviço em 2000.

### Atualidade

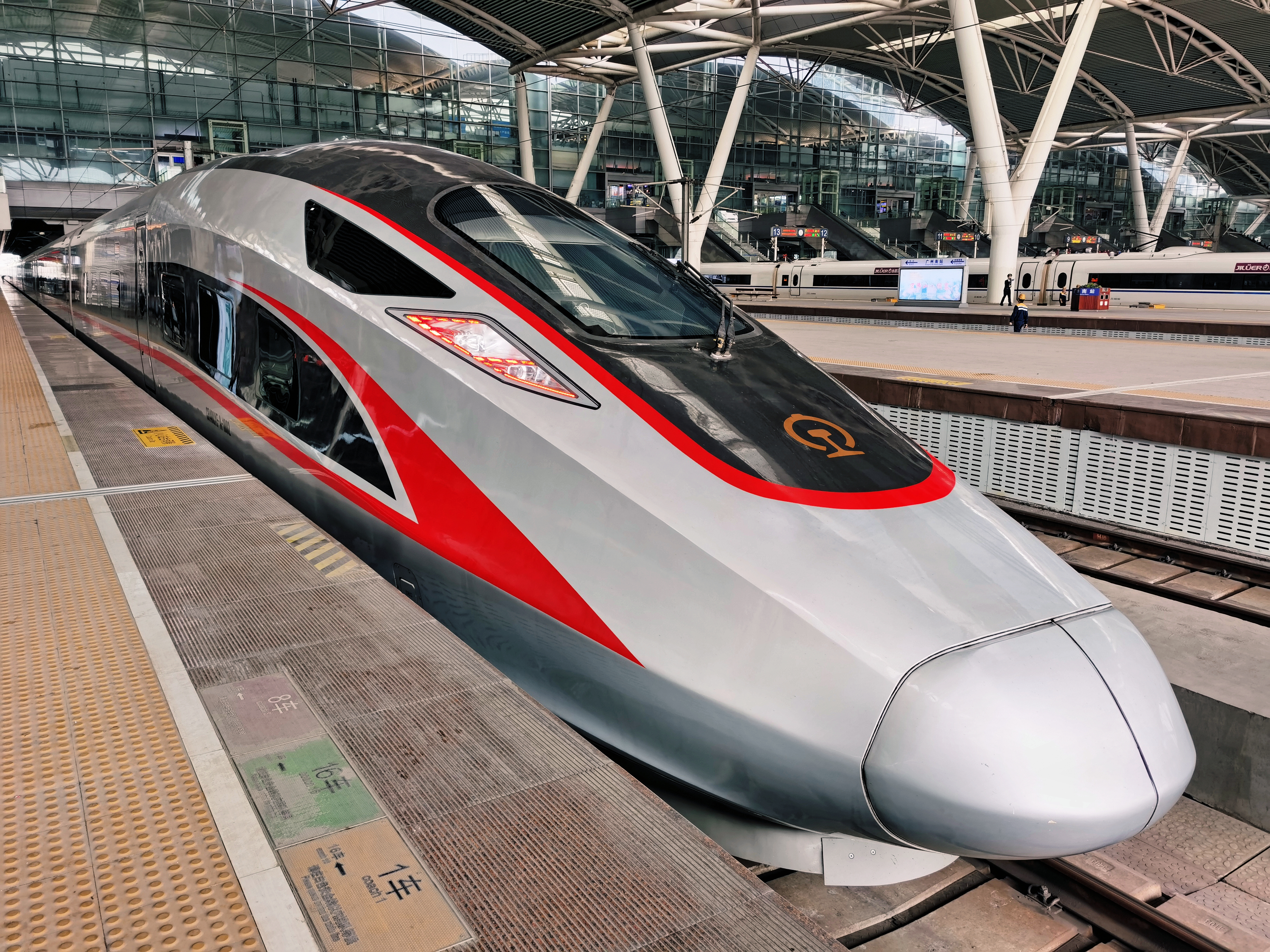
A China opera uma extensa rede ferroviária de alta velocidade.

No final do século XX, a crescente consciencialização sobre os benefícios dos comboios para o transporte levou a um renascimento da sua utilização e importância. Os trens de carga são significativamente mais eficientes do que os caminhões, ao mesmo tempo que emitem muito menos emissões de gases do efeito estufa (GEE) por tonelada-quilômetro; os trens de passageiros também são muito mais eficientes energeticamente do que outros modos de transporte. De acordo com a Agência Internacional de Energia, “em média, o transporte ferroviário requer 12 vezes menos energia e emite 7 a 11 vezes menos GEEs por passageiro-km percorrido do que veículos particulares e aviões, tornando-o o modo mais eficiente de transporte motorizado de passageiros. Exceto pelo transporte marítimo, o transporte ferroviário de mercadorias é a forma de transporte de mercadorias mais eficiente em termos energéticos e menos intensiva em carbono." Como tal, o transporte ferroviário é considerado uma parte importante para alcançar a energia sustentável. Os trens de carga intermodais, que transportam contêineres, têm gerado, desde a década de 1970, negócios significativos para as ferrovias e conquistado participação de mercado dos caminhões. O aumento do uso de trens urbanos também foi promovido como meio de combater o congestionamento do tráfego de automóveis nas rodovias em áreas urbanas.

## Operação

### Agendamento e despacho
Para evitar colisões ou outros acidentes, os trens são frequentemente programados, e quase sempre estão sob o controle dos despachantes dos trens. Historicamente, os trens operavam com base em horários; a maioria dos trens (incluindo quase todos os trens de passageiros) continua a operar com base em horários fixos, embora os trens de carga possam circular conforme a necessidade ou quando houver vagões de carga suficientes disponíveis para justificar a operação de um trem.

### Manutenção

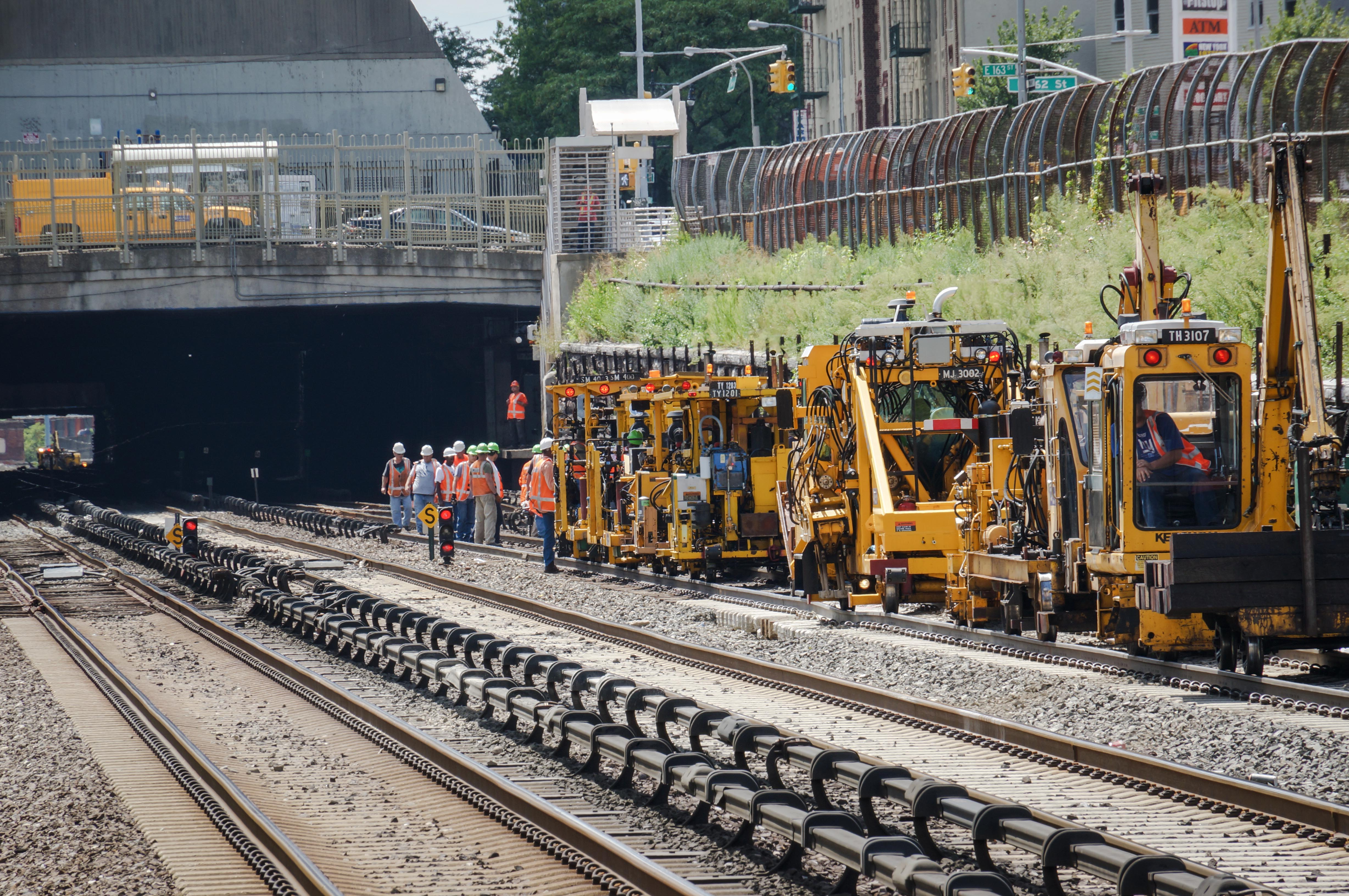
Vários veículos de manutenção trabalhando na Metro-North Railroad

Reparos simples podem ser feitos enquanto o trem está estacionado nos trilhos, mas reparos mais extensos serão feitos em um depósito de locomotiva. Existem instalações semelhantes para reparar vagões danificados ou defeituosos. A manutenção de trens de passagem é usada para construir e reparar trilhos ferroviários e outros equipamentos ferroviários.

### Tripulação
Os maquinistas são responsáveis pela operação dos trens. Os condutores são responsáveis pelos trens e sua carga e auxiliam os passageiros nos trens de passageiros. Guarda-freios foram historicamente responsáveis por aplicar freios manualmente, embora o termo seja usado hoje para se referir a membros da tripulação que executam tarefas como operar interruptores, acoplar e desacoplar vagões de trem e acionar freios de mão em equipamentos. As locomotivas a vapor exigem um bombeiro responsável por abastecer e regular o fogo e a caldeira da locomotiva. Nos trens de passageiros, outros membros da tripulação auxiliam os passageiros, como chefs para preparar a comida e atendentes para fornecer comida e bebidas aos passageiros. Outras funções específicas dos trens de passageiros incluem atendentes, que auxiliam os passageiros no embarque e desembarque dos trens, respondem perguntas e mantêm os vagões limpos.

### Bitola

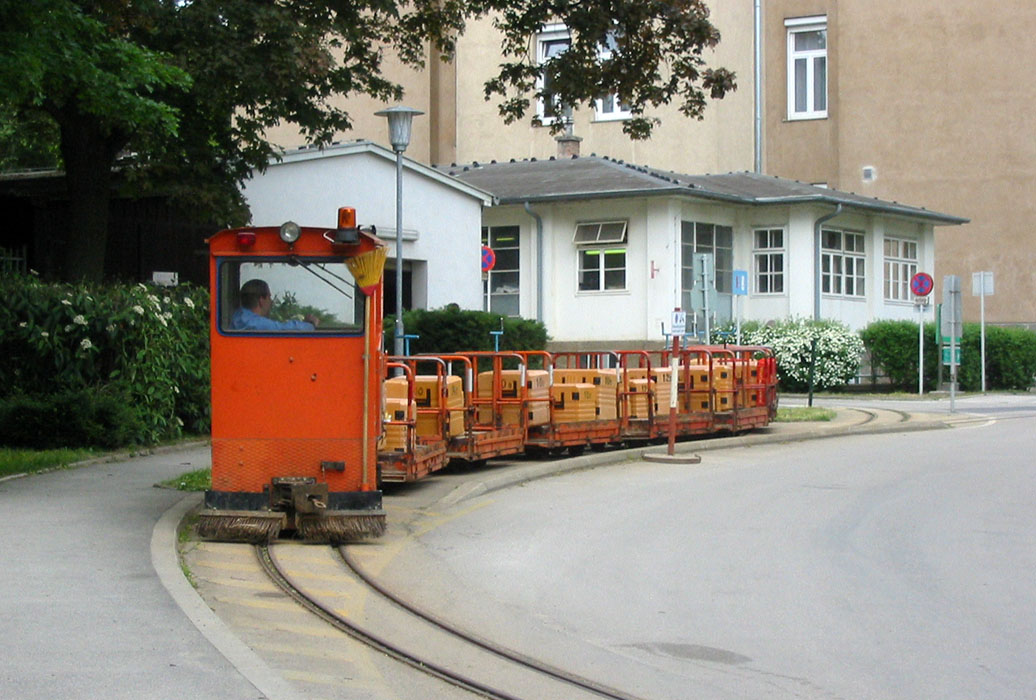
Um trem de bitola estreita na Áustria

Em todo o mundo, várias bitolas são usadas para trens. Na maioria dos casos, os trens só podem operar em trilhos da mesma bitola; onde trens de bitola diferentes se encontram, isso é conhecido como quebra de bitola. A bitola padrão, definido como 4 pés 8.5 inches (1 440 mm) entre os trilhos, é a bitola mais comum em todo o mundo, embora trens de bitola larga e de bitola estreita também estejam em uso. Os trens também precisam de se enquadrar no perfil do gabarito para evitar obstruir as pontes e a infraestrutura da linha, sendo este um potencial factor limitante em cargas como os tipos de contêineres intermodais que podem ser transportados.

## Segurança

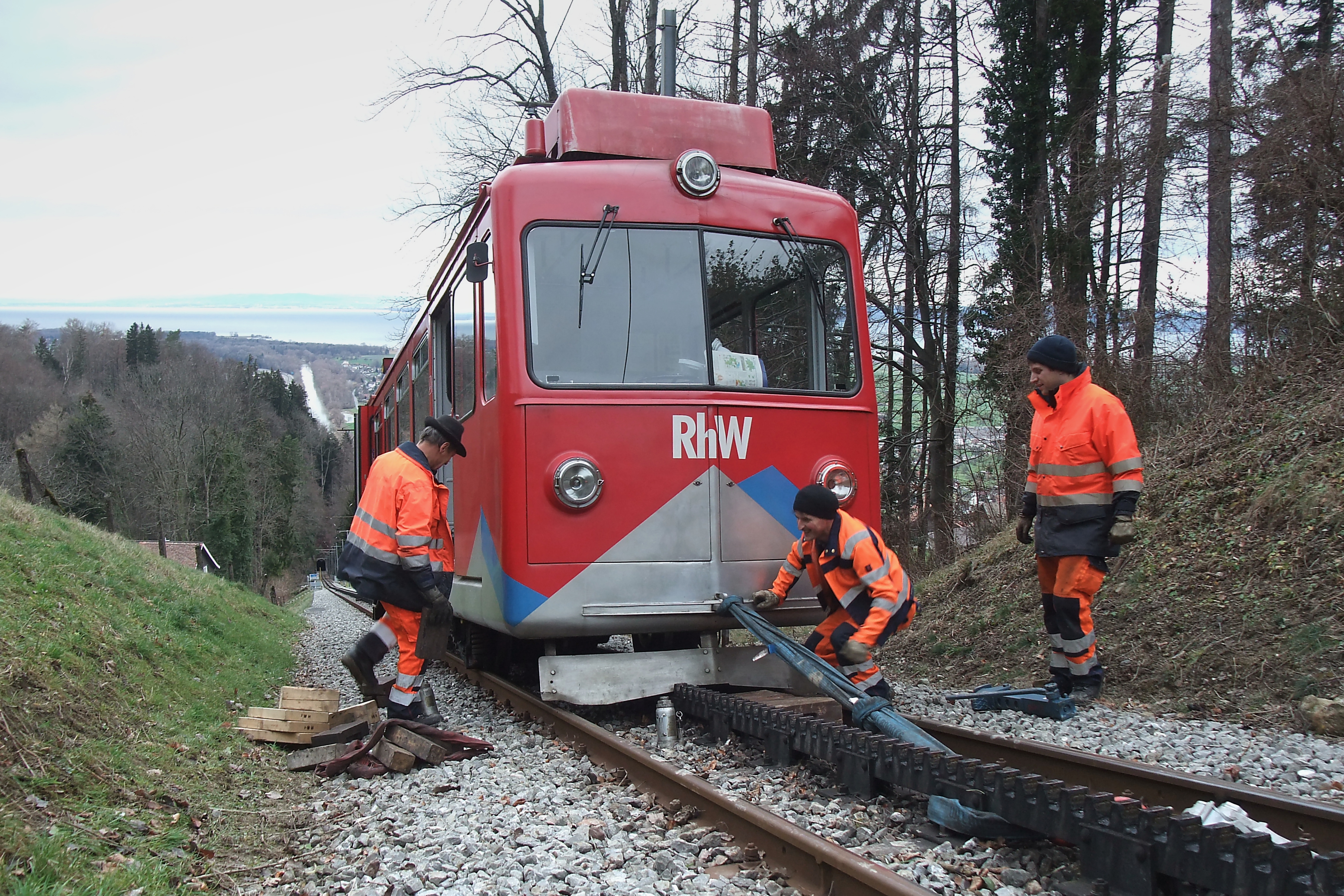
A maioria dos descarrilamentos, como este na Suíça, são menores e não causam ferimentos ou danos.

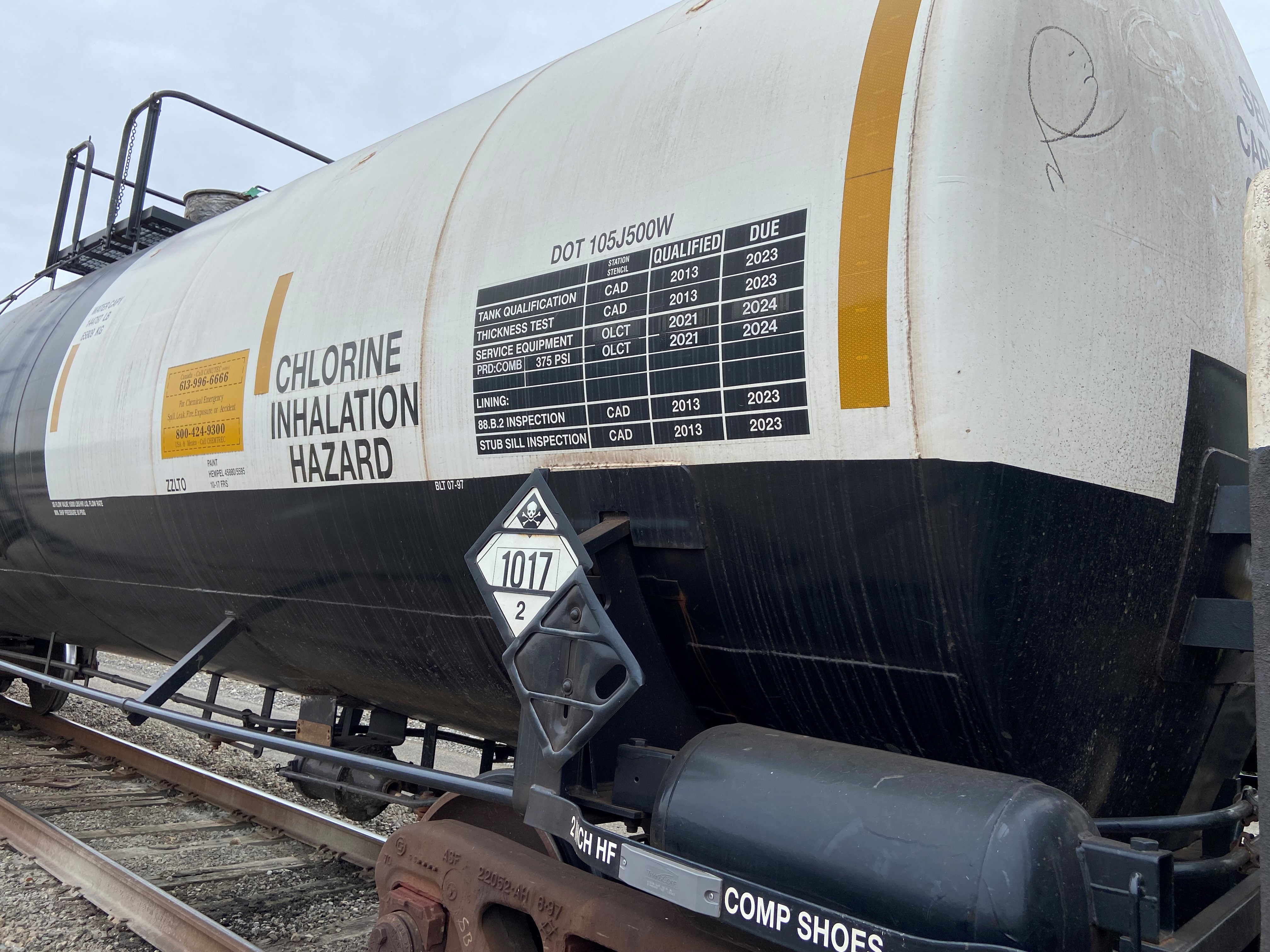
Os trens que transportam materiais perigosos exibem informações que identificam sua carga e os perigos.

Às vezes ocorrem acidentes de trem, incluindo descarrilamentos (quando um trem sai dos trilhos) e colisões. Os acidentes eram mais comuns nos primórdios dos trens, quando os sistemas de sinalização ferroviária, o controle centralizado de tráfego e os sistemas à prova de falhas para evitar colisões eram primitivos ou ainda não existiam. Para prevenir acidentes, são utilizados sistemas como parada automática de trens; estes são sistemas à prova de falhas que acionam os freios de um trem se ele passar por um sinal vermelho e entrar em um bloco ocupado, ou se algum equipamento do trem apresentar mau funcionamento. Sistemas de segurança mais avançados, como o controle positivo do trem, também podem regular automaticamente a velocidade do trem, evitando que descarrilamentos entrem nas curvas ou mudem muito rápido.
Os trens modernos têm um histórico geral de segurança muito bom, comparável ao das viagens aéreas. Nos Estados Unidos, entre 2000 e 2009, as viagens de comboio registaram uma média de 0,43 mortes por cada bilhão de passageiros transportados. Embora este valor tenha sido superior ao das viagens aéreas, com 0,07 mortes por mil milhões de passageiros-quilômetros, também foi muito inferior às 7,28 mortes por bilhão de passageiros-quilómetros de viagens de carro. No século XXI, vários descarrilamentos de trens petrolíferos causaram mortes, mais notavelmente o desastre ferroviário canadense Lac-Mégantic em 2013, que matou 47 pessoas e arrasou grande parte da cidade de Lac-Mégantic.
A grande maioria das mortes relacionadas com comboios, mais de 90 por cento, devem-se a invasões de vias férreas ou a colisões com veículos rodoviários em passagens de nível. Organizações como a Operação Lifesaver foram formadas para melhorar a sensibilização para a segurança nos cruzamentos ferroviários e os governos também lançaram campanhas publicitárias. Os trens não podem parar rapidamente quando estão em alta velocidade; mesmo uma aplicação de freio de emergência ainda pode exigir mais de um quilômetro de distância de parada. Como tal, a ênfase está na educação dos motoristas para que cedam aos comboios nos cruzamentos e evitem a invasão.

## Força motriz

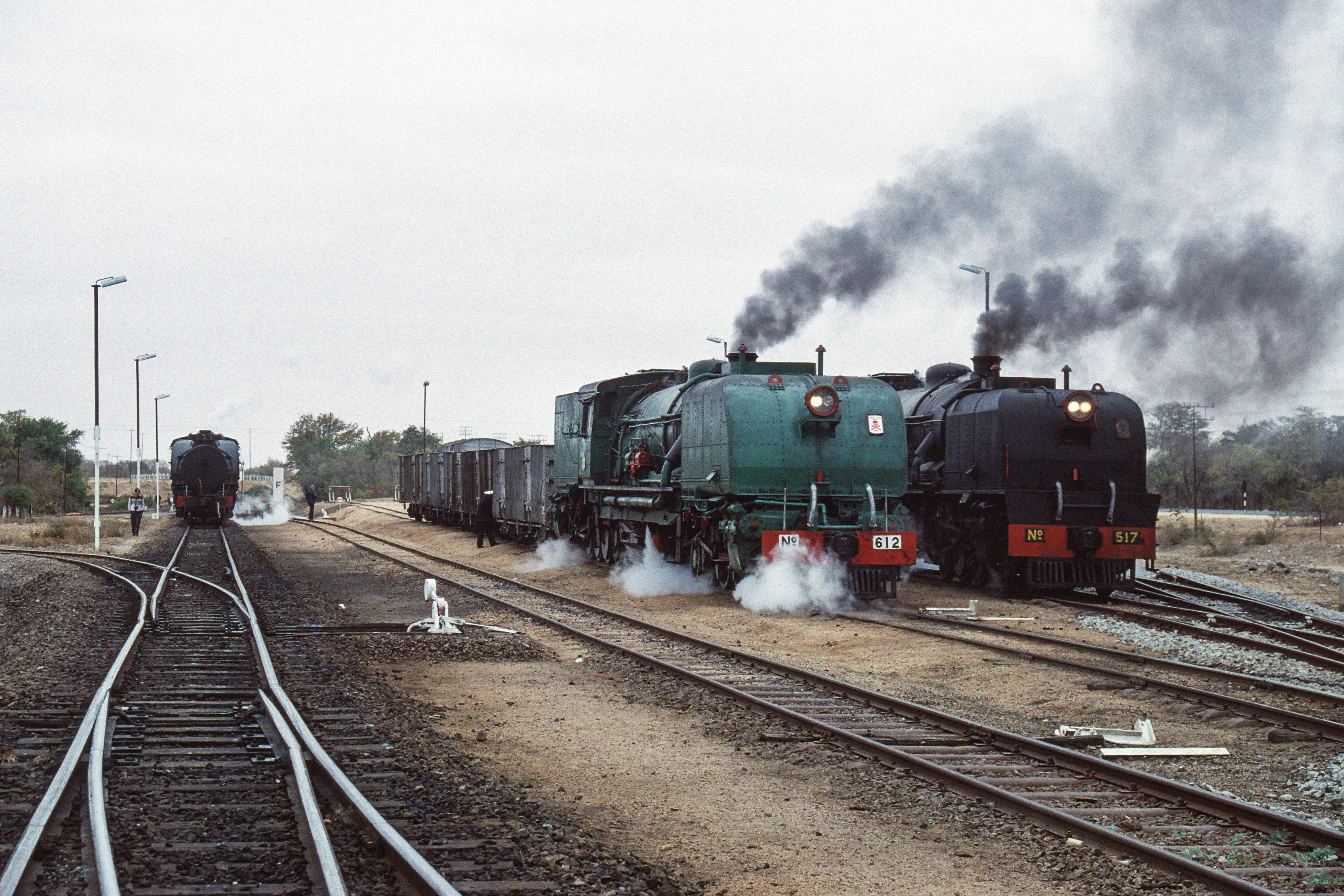
Locomotivas Garratt no Zimbábue

### Antes do vapor
Os primeiros trens eram puxados por corda, movidos pela gravidade ou puxados por cavalos.

### Vapor
As locomotivas a vapor funcionam queimando carvão, madeira ou óleo combustível em uma caldeira para transformar água em vapor, que alimenta os pistões da locomotiva, que por sua vez estão conectados às rodas. Em meados do século XX, a maioria das locomotivas a vapor foram substituídas por locomotivas a diesel ou elétricas, que eram mais baratas, mais limpas e mais confiáveis. As locomotivas a vapor ainda são usadas em ferrovias tradicionais operadas em muitos países para turistas e entusiastas. 

### Diesel
As locomotivas a diesel são movidas por um motor a diesel, que gera eletricidade para acionar os motores de tração. Isso é conhecido como transmissão diesel-elétrica e é usado na maioria dos motores diesel maiores. A energia a diesel substituiu o vapor por vários motivos: as locomotivas a diesel eram menos complexas, muito mais confiáveis, mais baratas, mais limpas, mais fáceis de manter e mais eficientes em termos de combustível.

### Eletricidade

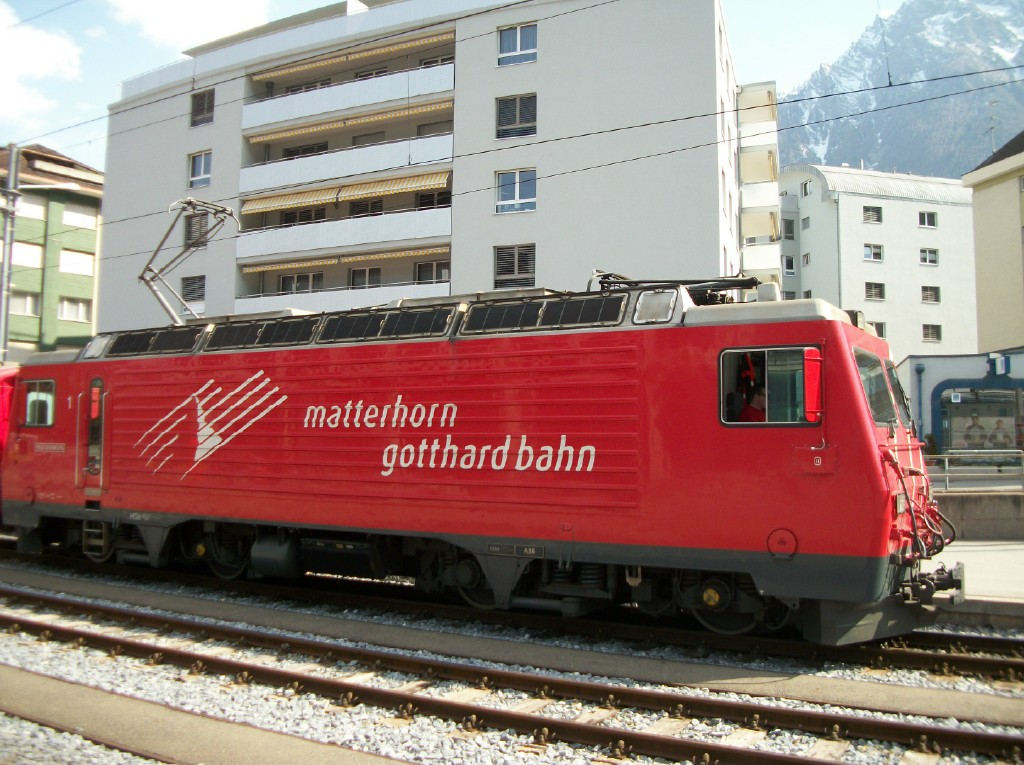
Locomotiva Swiss Electric em Brig, Suíça

Os trens elétricos recebem eletricidade através de linhas aéreas ou através de um sistema elétrico de terceiro trilho, que é então usado para alimentar os motores de tração que acionam as rodas. A tração elétrica oferece um custo mais baixo por quilômetro de operação do trem, mas a um custo inicial mais elevado, o que só pode ser justificado em linhas de tráfego intenso. Embora o custo por quilômetro de construção seja muito mais alto, a operação da tração elétrica é mais barata graças aos menores custos de manutenção e aquisição de locomotivas e equipamentos. Em comparação com as locomotivas a diesel, as locomotivas elétricas não produzem emissões diretas e aceleram muito mais rapidamente, tornando-as mais adequadas ao serviço de passageiros, especialmente subterrâneo.

### Outros tipos

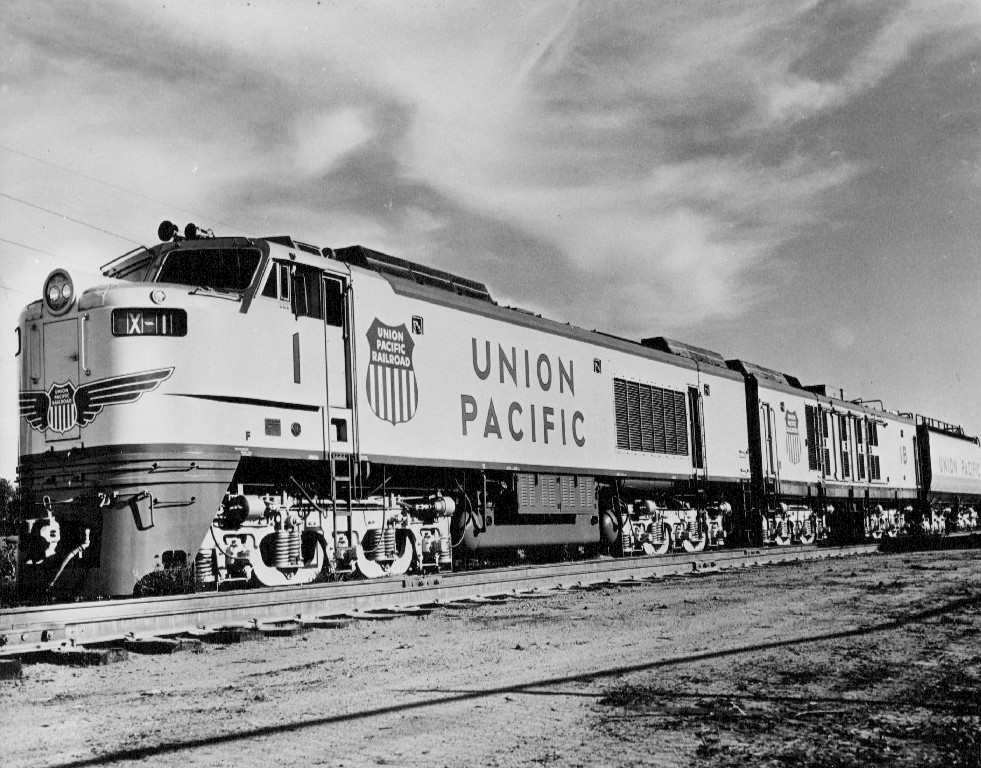
Uma locomotiva de turbina a gás operada pela Union Pacific Railroad

Vários outros tipos de propulsão de trens foram tentados, alguns com mais sucesso que outros. Em meados de 1900, locomotivas de turbina a gás foram desenvolvidas e utilizadas com sucesso, embora a maioria tenha sido aposentada devido aos altos custos de combustível e baixa confiabilidade.
No século XXI, combustíveis alternativos para locomotivas estão em desenvolvimento, devido ao aumento dos custos do diesel e ao desejo de reduzir as emissões de gases com efeito de estufa dos comboios. Exemplos incluem hidrogênio e o uso de gás natural comprimido ou liquefeito.

## Vagões

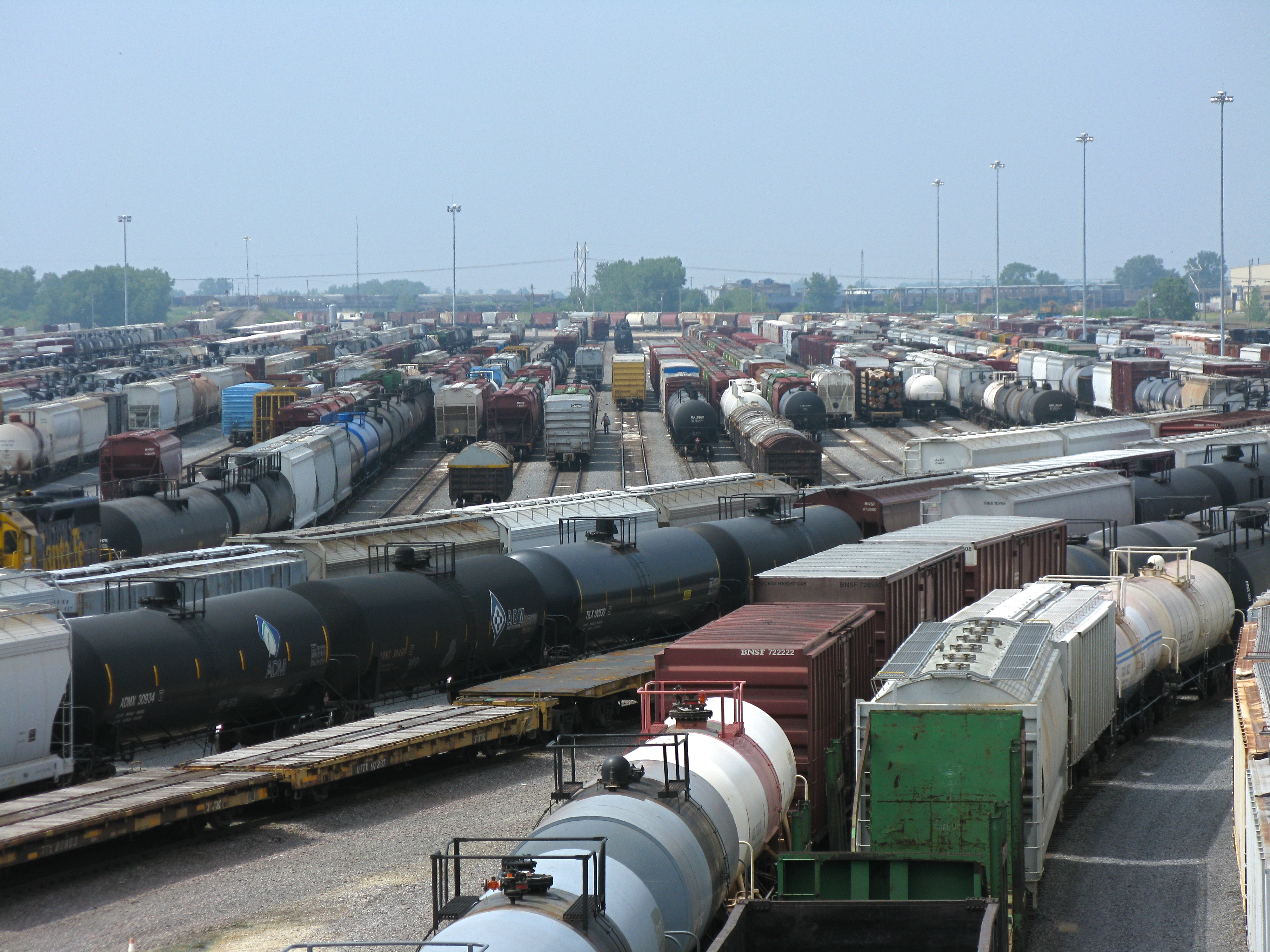
Vários tipos de vagões em um pátio de classificação nos Estados Unidos

Os vagões são veículos ferroviários sem motor, normalmente puxados por locomotivas. Existem muitos tipos diferentes, especializados para movimentar diversos tipos de carga. Alguns tipos comuns incluem vagões de carga que transportam uma grande variedade de mercadorias; vagões plataforma, que têm topos planos para armazenar carga; vagões funis que transportam mercadorias a granel e vagões-tanque que transportam líquidos e gases. Exemplos de tipos mais especializados de vagões como os que transportam aço fundido, vagões Schnabel que movimentam cargas muito pesadas e vagões frigoríficos que transportam produtos perecíveis.
Os primeiros vagões eram pequenos e leves, assim como as primeiras locomotivas, mas com o tempo eles se tornaram maiores à medida que as locomotivas se tornaram mais potentes.

## Trens de passageiros

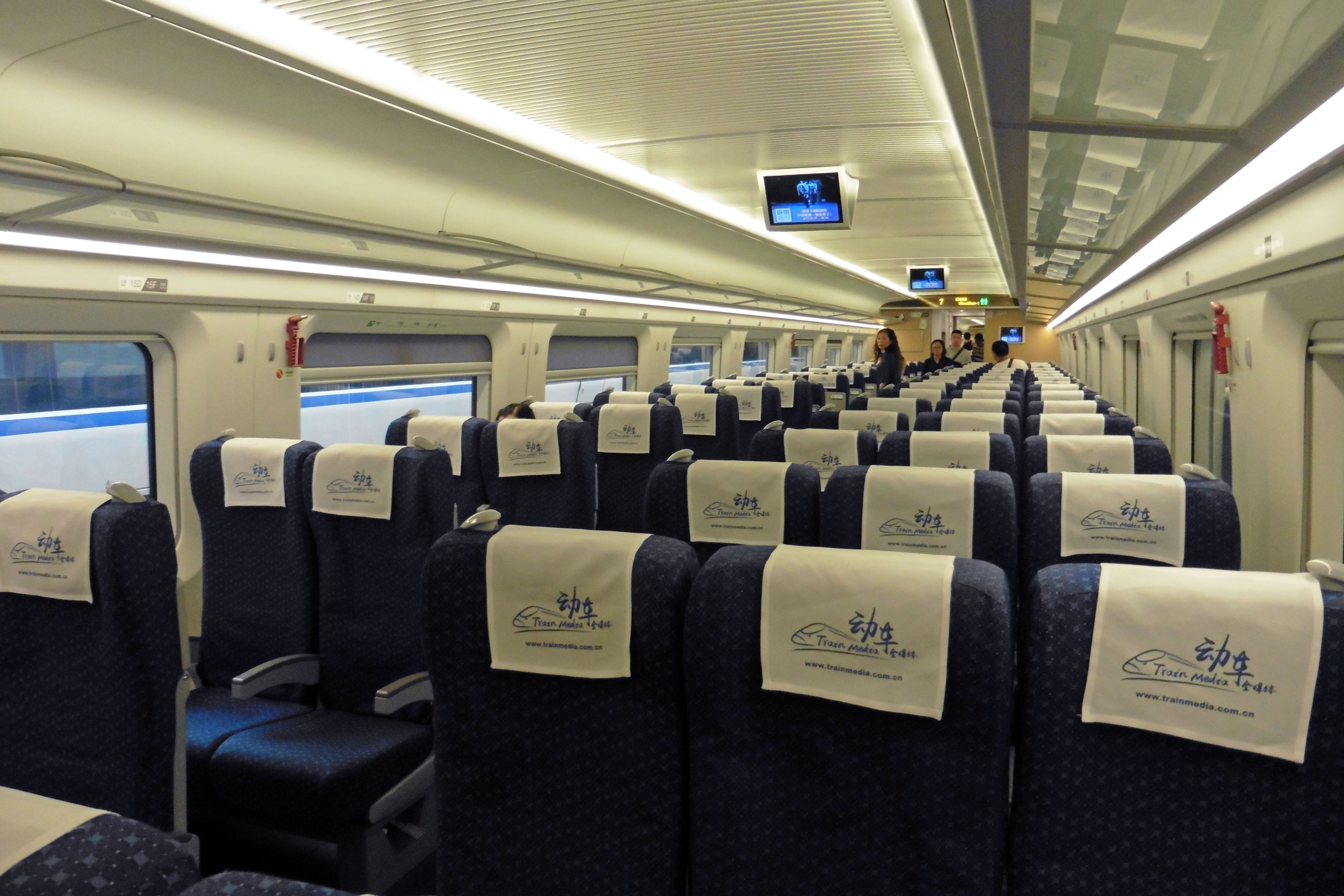
Compartimento de segunda classe de um trem China Railways CRH1A-A

Um trem de passageiros é usado para transportar pessoas ao longo de uma linha férrea. Esses trens podem consistir em vagões de passageiros sem motorização rebocados por uma ou mais locomotivas, ou podem ser autopropelidos, como unidades múltiplas ou automotores. Os trens de passageiros viajam entre estações ou depósitos, onde os passageiros podem embarcar e desembarcar. Na maioria dos casos, os trens de passageiros operam em horários fixos e têm prioridade sobre os trens de carga.

### Trens de longa distância
Os trens de passageiros de longa distância viajam centenas ou até milhares de quilômetros entre cidades. O serviço de trem de passageiros mais longo do mundo é a Ferrovia Transiberiana da Rússia, entre Moscou e Vladivostok, com uma distância de 9,3 mil quilômetros. Em geral, os trens de longa distância podem levar dias para completar suas viagens e parar em dezenas de estações ao longo de suas rotas. Para muitas comunidades rurais, são o único meio de transporte público disponível.

### Trens de curta distância
Os trens de passageiros regionais ou de curta distância têm tempos de viagem medidos em horas ou até minutos, em vez de dias. Eles circulam com mais frequência do que trens de longa distância e são frequentemente usados por passageiros. Os trens de passageiros de curta distância projetados especificamente para passageiros são conhecidos como trens suburbanos.

### Trens de alta velocidade

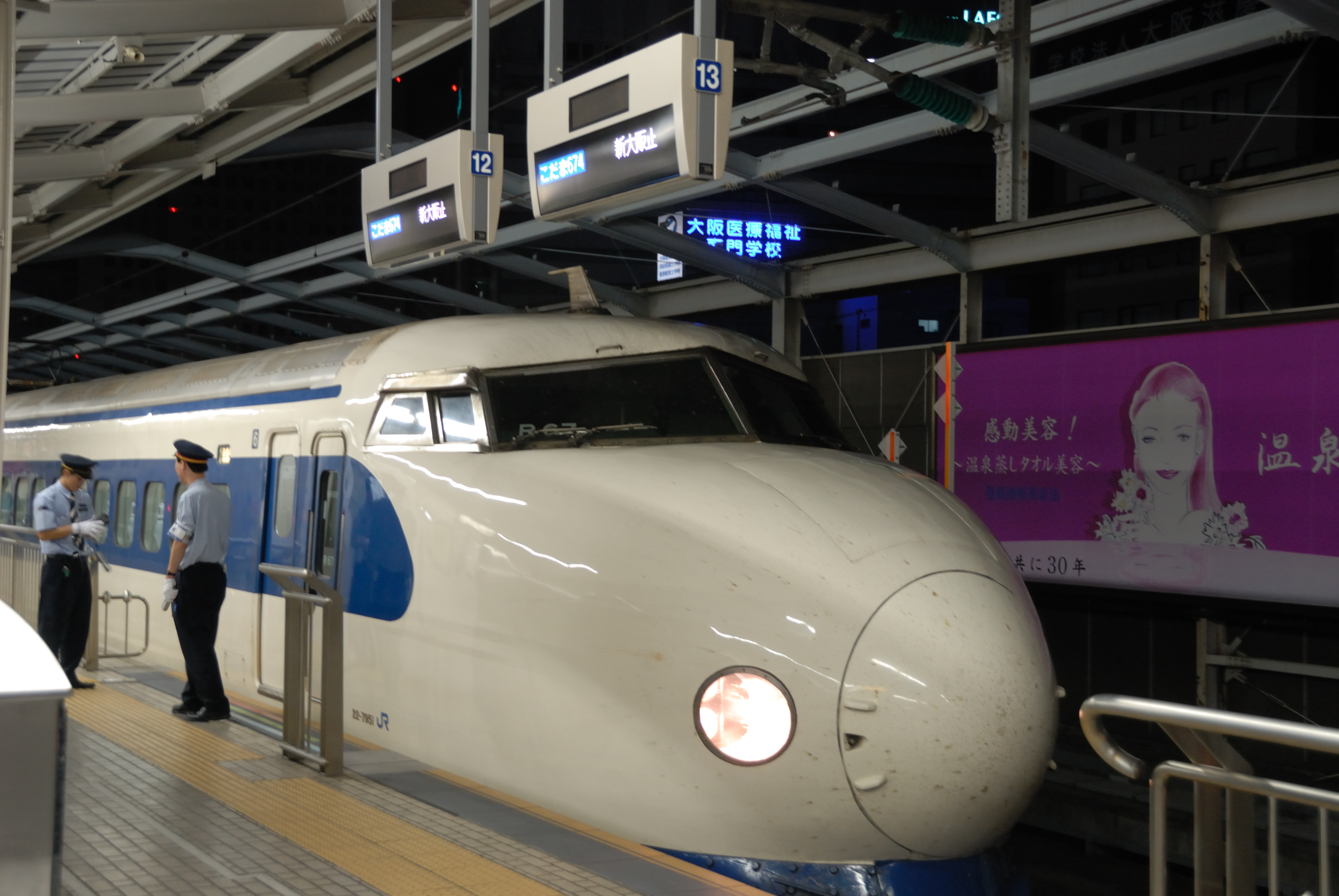
O japonês Série 0 Shinkansen foi pioneiro no serviço ferroviário de alta velocidade.

Os trens de alta velocidade são projetados para serem muito mais rápidos que os trens convencionais e normalmente circulam em trilhos separados do que outros trens mais lentos. O primeiro trem de alta velocidade foi o japonês Shinkansen, inaugurado em 1964. No século XXI, serviços como o TGV francês e o InterCity Express alemão são competitivos com os aviões em tempo de viagem em distâncias curtas e médias.

## Trens de trânsito rápido
Vários tipos de trens são usados para fornecer trânsito rápido para áreas urbanas. Estes distinguem-se dos trens de passageiros tradicionais porque operam com mais frequência, normalmente não partilham vias com trens de carga e cobrem distâncias relativamente curtas. Muitos tipos diferentes de sistemas estão em uso globalmente.

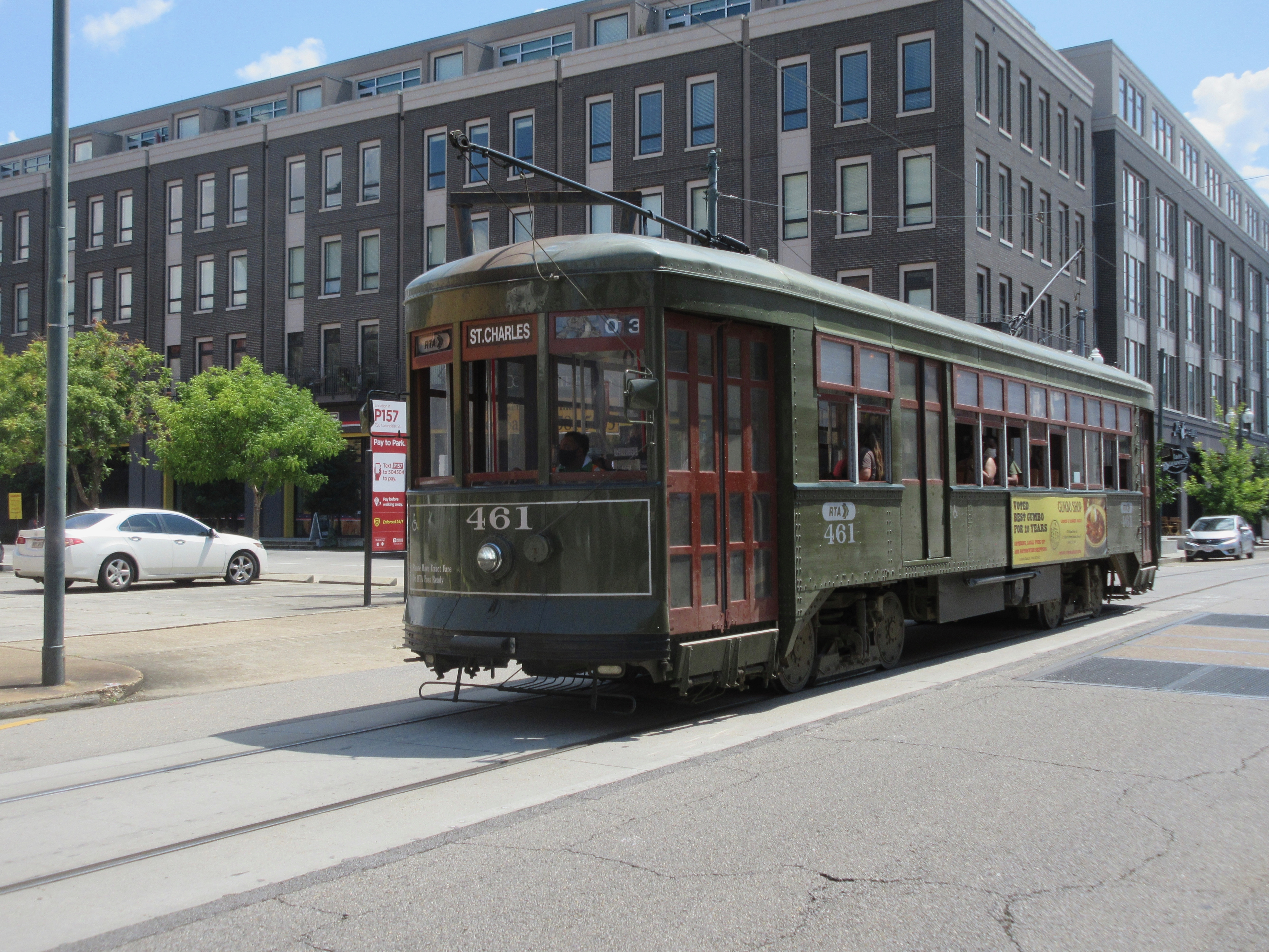
O sistema de bonde de Nova Orleans é um dos mais antigos do mundo.

### Metrô
O metropolitano, também chamado de metro (português europeu) ou metrô (português brasileiro), é um tipo de transporte público de alta capacidade geralmente encontrado em áreas urbanas.  Ao contrário de ônibus ou bondes, os metrôs são ferrovias elétricas que operam em uma via de passagem exclusiva, que não pode ser acessada por pedestres ou outros veículos de qualquer espécie e que geralmente é separada em túneis ou em vias ferroviárias elevadas.
Serviços modernos de metrô são fornecidos em linhas designadas entre estações, geralmente usando várias unidades elétricas em trilhos, embora alguns sistemas usem pneus de borracha guiados, levitação magnética ou monotrilho. As estações normalmente possuem plataformas altas, sem degraus dentro dos trens, o que exige trens feitos sob medida para minimizar os intervalos entre o trem e a plataforma. Eles são tipicamente integrados a outros tipos de transportes públicos. No entanto, alguns sistemas de metrô têm interseções de nível entre uma linha e uma estrada ou entre duas linhas de metrô.
O primeiro sistema de metrô do mundo foi o Metropolitan Railway, que era parcialmente subterrâneo e foi inaugurado como uma ferrovia convencional em 1863, mas agora faz parte do metrô de Londres. Em 1868, Nova York abriu a IRT Ninth Avenue Line, inicialmente uma linha transportada por cabo que usava motores a vapor estáticos.

### Bondes
Os bondes normalmente operam nas ruas das cidades ou paralelamente a elas, com paradas frequentes e alta frequência de serviço.

### Veiculo leve sobre trilhos

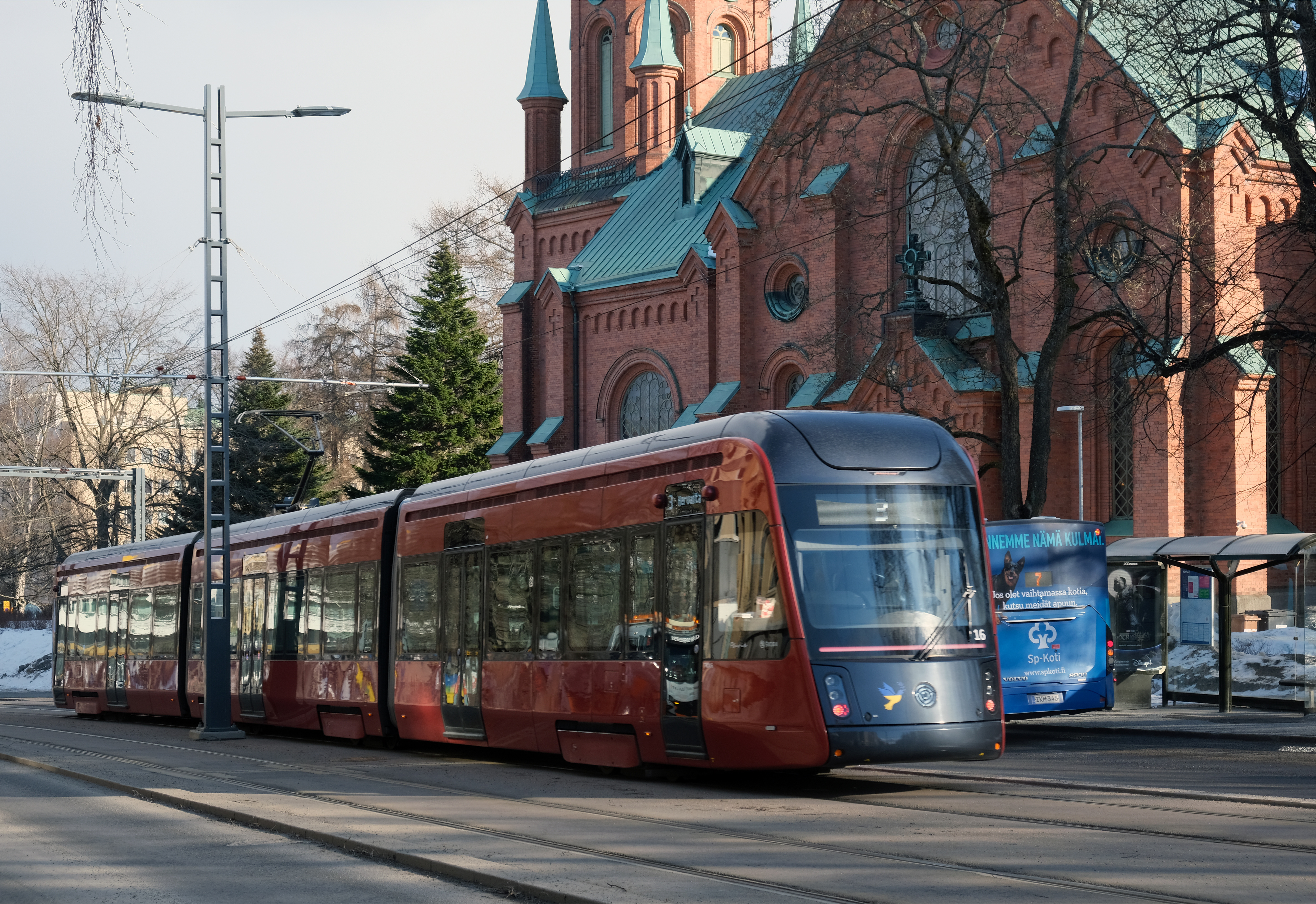
Trem leve sobre trilhos Škoda Artic perto da catedral em Tampere, Finlândia

Veículo leve sobre trilhos são uma variedade de sistemas, que podem incluir características de bondes, trens de passageiros e sistemas de metrô.

## Trens especializados
Existem vários tipos de trens especializados que diferem da definição tradicional como um conjunto de veículos que viaja sobre dois carris.

### Monotrilho

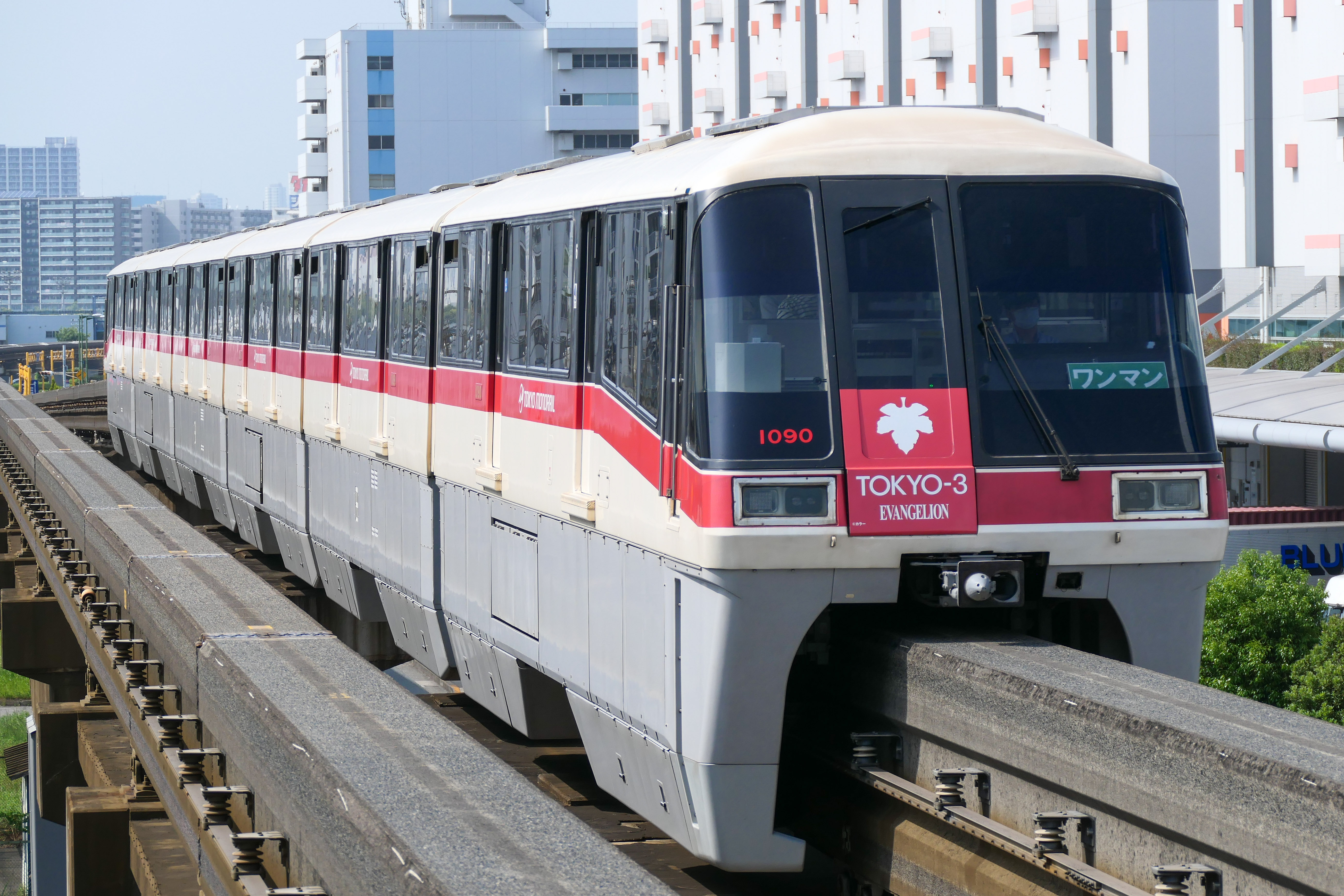
Um trem do monotrilho de Tóquio

Os monotrilhos foram desenvolvidos para atender ao tráfego de média demanda no trânsito urbano e consistem em um trem que circula em um único trilho, normalmente elevado. Os monotrilhos representam uma pequena proporção dos sistemas ferroviários em uso no mundo. Quase todos os trens monotrilho usam motores de indução linear.

### Maglev
A tecnologia Maglev usa ímãs para levitar o trem acima dos trilhos, reduzindo o atrito e permitindo velocidades mais altas. O trem maglev de Xangai, na China, inaugurado em 2002, é o serviço de trem comercial mais rápido de qualquer tipo, operando a velocidades de até 431 quilômetros por hora. O maglev da série L0 do Japão detém o recorde de trem mais rápido do mundo, com velocidade máxima de 603 quilômetros por hora. O Maglev ainda não foi usado para rotas de transporte coletivo interurbanas, com apenas alguns exemplos em uso em todo o mundo.

### Trens de minas
Os trens de minas são operados em grandes minas e transportam trabalhadores e mercadorias. Geralmente são movidos a eletricidade, para evitar emissões que representariam um risco à saúde dos trabalhadores subterrâneos.

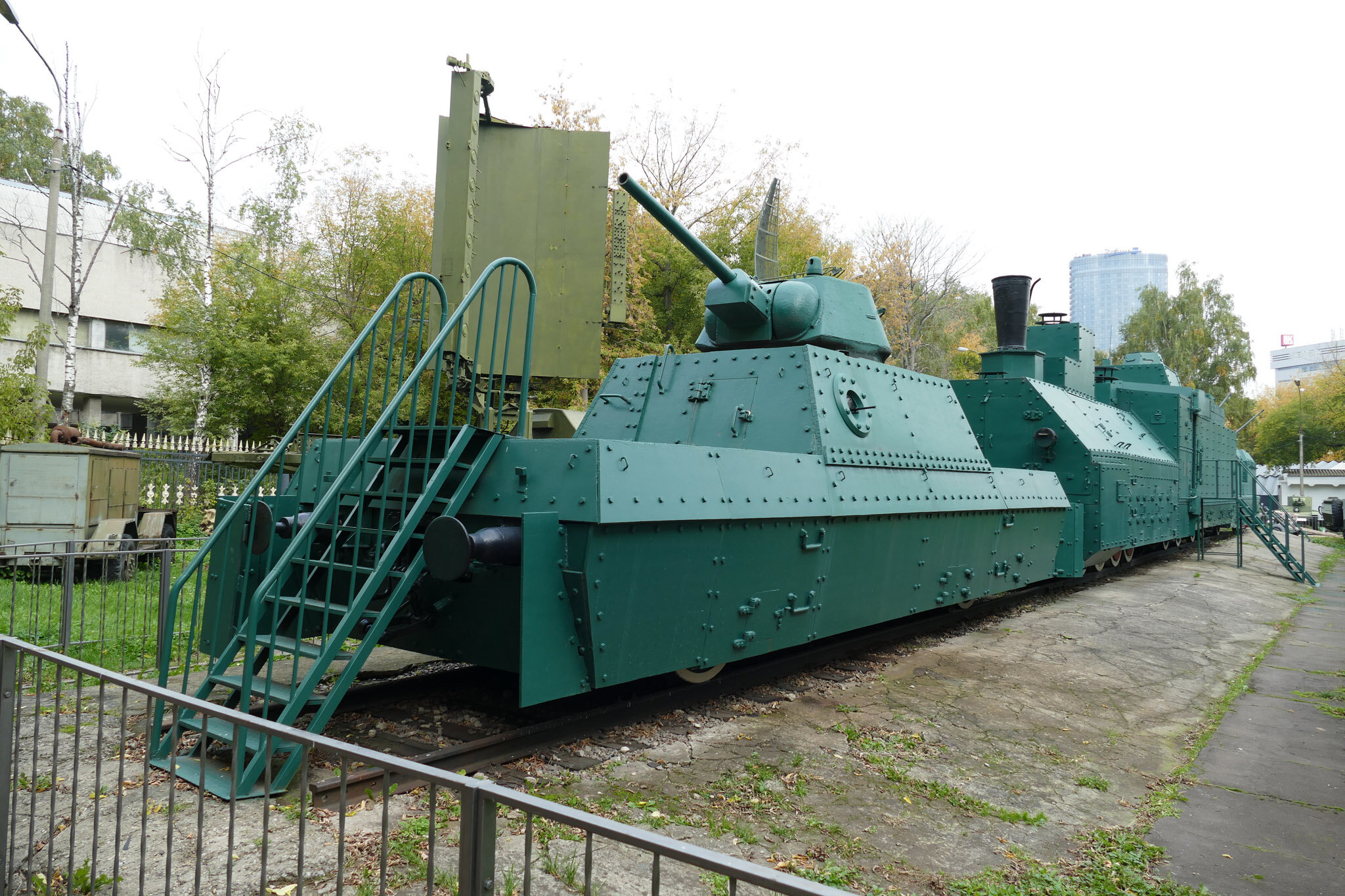
Um trem blindado preservado

### Trens militarizados
Embora tenham sido importantes no transporte de tropas e equipamento militar, os trens também têm sido ocasionalmente usados para combate direto. Trens blindados têm sido usados em vários conflitos, assim como sistemas de artilharia baseados em ferrovias. Os sistemas de mísseis balísticos intercontinentais lançados de vagões também têm sido usados por Estados com armas nucleares.

### Ferrovia de cremalheira
Para escalar encostas íngremes, são utilizadas ferrovias de cremalheira especializadas. Para evitar escorregões, é utilizado um sistema de cremalheira e pinhão, com um trilho dentado colocado entre os dois trilhos regulares, que engrena com uma engrenagem motriz sob a locomotiva.

### Funicular
Os funiculares também são usados para subir encostas íngremes, mas em vez de um trilho, é usada uma corda, que é presa a dois carros e uma roldana. Os dois funiculares sobem e descem a encosta em conjuntos paralelos de trilhos quando a polia é girada. Este projeto torna os funiculares um meio eficiente de transportar pessoas e cargas para cima e para baixo em encostas. A primeira ferrovia funicular, a Reisszug, foi inaugurada por volta de 1500.

### Trens de carga

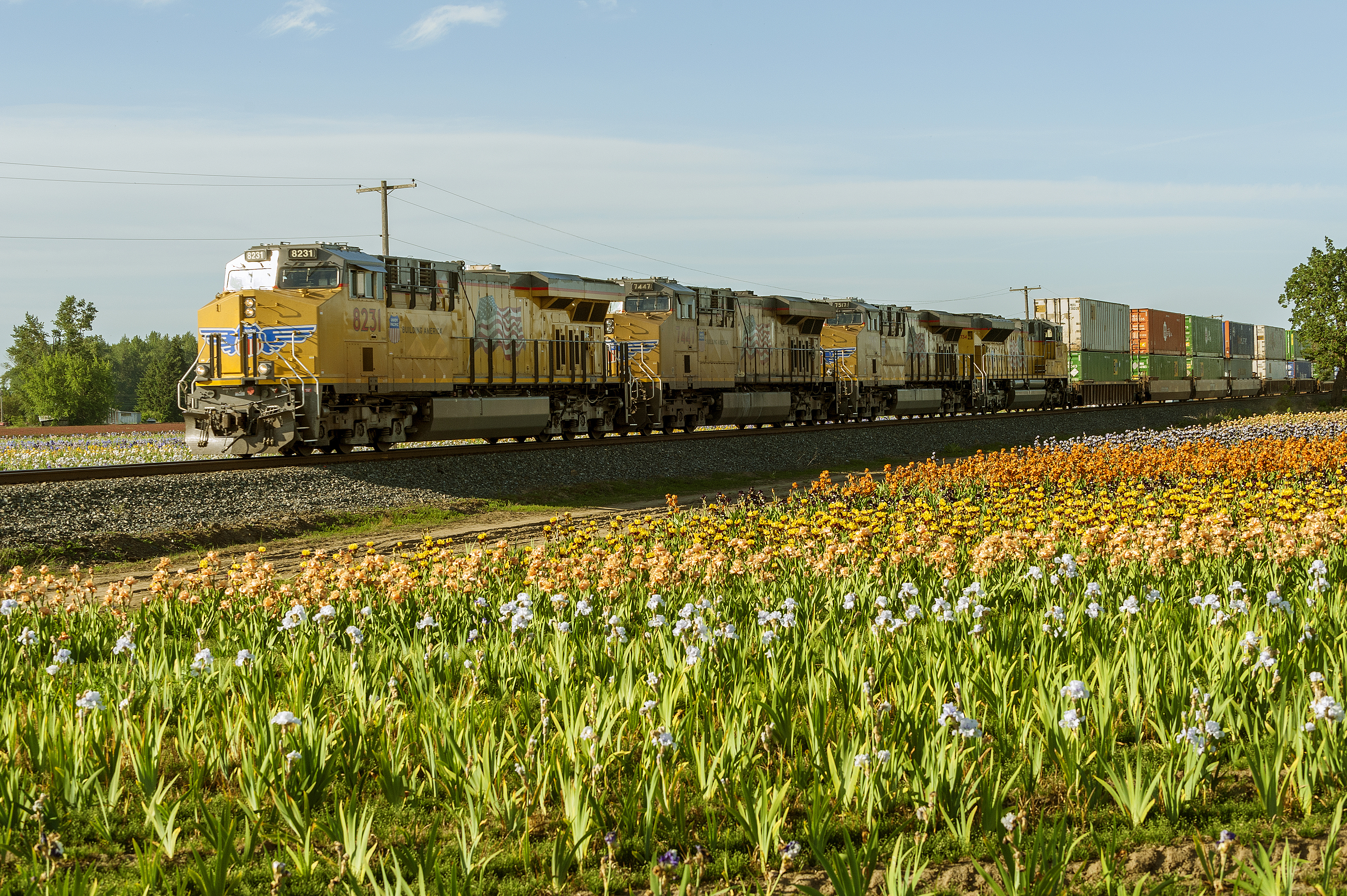
Um trem de carga da Union Pacific.

Os trens de carga são dedicados ao transporte de mercadorias, e não de pessoas, e são compostos por vagões de carga. Os mais longos normalmente operam entre pátios de classificação, enquanto trens locais fornecem serviço de carga entre pátios e pontos individuais de carga e descarga ao longo das linhas ferroviárias. Os principais pontos de origem ou destino de carga podem, em vez disso, ser servidos por trens unitários, que transportam exclusivamente um tipo de carga e se deslocam diretamente da origem ao destino e vice-versa, sem paradas intermediárias.
Nas circunstâncias certas, o transporte de mercadorias por trens é menos dispendioso do que outros modos de transporte e também mais eficiente em termos energéticos do que o transporte de mercadorias por estrada. Nos Estados Unidos, as ferrovias movimentaram, em média, uma tonelada de carga por 700 quilômetros por galão de combustível (dados de 2008), uma eficiência quatro vezes maior que a dos caminhões. O Instituto de Estudos Ambientais e Energéticos estima que o transporte ferroviário de carga é entre 1,9 e 5,5 vezes mais eficiente do que o transporte rodoviário e também gera significativamente menos poluição. O frete ferroviário é mais econômico quando as mercadorias são transportadas a granel e em grandes distâncias, mas é menos adequado para distâncias curtas e cargas pequenas. Com o advento da conteinerização, o transporte ferroviário de mercadorias tornou-se parte de uma rede intermodal de transporte de mercadorias ligada a caminhões e navios porta-contêineres.
A principal desvantagem do transporte ferroviário de cargas é a sua falta de flexibilidade e, por esta razão, o transporte ferroviário perdeu grande parte do negócio do transporte de mercadorias para a concorrência rodoviária. Muitos governos estão a tentar encorajar mais carga a regressar aos trens devido aos benefícios que isso traria para a comunidade.

## Impacto cultural

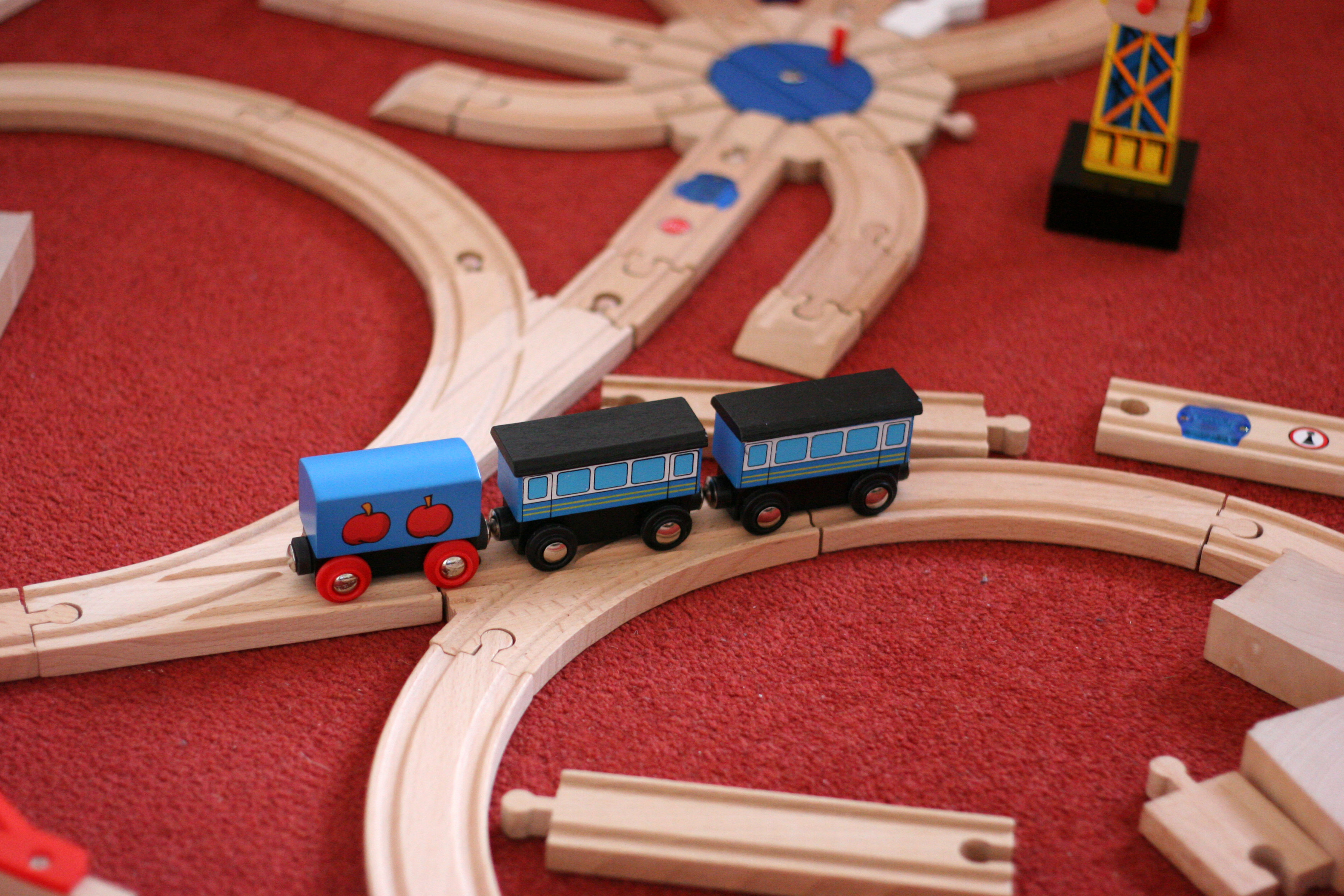
Um trem de brinquedo de madeira do fabricante sueco Brio

Desde os primórdios das ferrovias, os trens tiveram um impacto cultural significativo em todo o mundo. Viagens rápidas de trem tornaram-se possíveis em dias ou horas, viagens que antes levavam meses. O transporte de mercadorias e de passageiros tornou-se muito mais barato, permitindo economias em rede em grandes áreas. Vilas e cidades ao longo das linhas ferroviárias cresceram em importância, enquanto aquelas contornadas diminuíram ou até se tornaram cidades fantasmas. Grandes cidades como Chicago tornaram-se proeminentes porque eram locais onde várias linhas de trem se encontravam. Nos Estados Unidos, a conclusão da primeira ferrovia transcontinental desempenhou um papel importante na colonização da parte ocidental da nação por migrantes não indígenas e na sua incorporação ao resto do país. A Ferrovia Transiberiana na Rússia teve um impacto semelhante ao conectar o vasto país de leste a oeste e tornar possível a viagem através da Sibéria congelada.
Os trens sempre tiveram uma grande influência na música, na arte e na literatura. Muitos filmes envolvem fortemente ou são ambientados em trens. Os trens de brinquedo são comumente usados por crianças, tradicionalmente meninos. Ferrofãs são encontrados em todo o mundo, junto com ferromodelistas que criam modelos de trens. Os entusiastas dos trens geralmente têm um relacionamento positivo com a indústria ferroviária, embora às vezes causem problemas por invasão de propriedade.